# Mărășești, Vaslui
Mărășești este un sat în comuna Voinești din județul Vaslui, Moldova, România. Se află în partea de vest a județului, în Colinele Tutovei, pe malul drept al râului Tutova. La recensământul din 2002 avea o populație de 251 locuitori.
Localitatea este înconjurată de livezi și păduri seculare ca Zapodia, Negraia, Dumbrava și Pădurea Mânăstirii.
Se pare că prima atestare documentară a localității este din timpul domniei lui Ștefan cel Mare, satul fiind considerat unul de răzeși. Satul se află la 40 km. de municipiul Bârlad, 50 km de orașul Vaslui și 60 km. de orașul Bacău.
Principala ocupație a locuitorilor satului o reprezintă agricultura (cultivarea cerealelor, plantelor tehnice și cresterea animalelor). Fiind o zonă saracă, majoritatea tinerilor satului au plecat să se pregatească și ulterior să lucreze în orașele dezvoltate din punct de vedere economic, unii chiar s-au îndreptat către alte țări din Uniunea Europeana cum sunt Italia sau Spania. Actualmente media de vârsta a oamenilor satului este destul de ridicată, bătrânii fiind sprijiniți de copii pentru întreținerea lor și a gospodăiilor în care trăiesc. Zona liniștită, aer curat, fără poluare se recomandă pentru odihnă, recuperare.